# AC Landshut

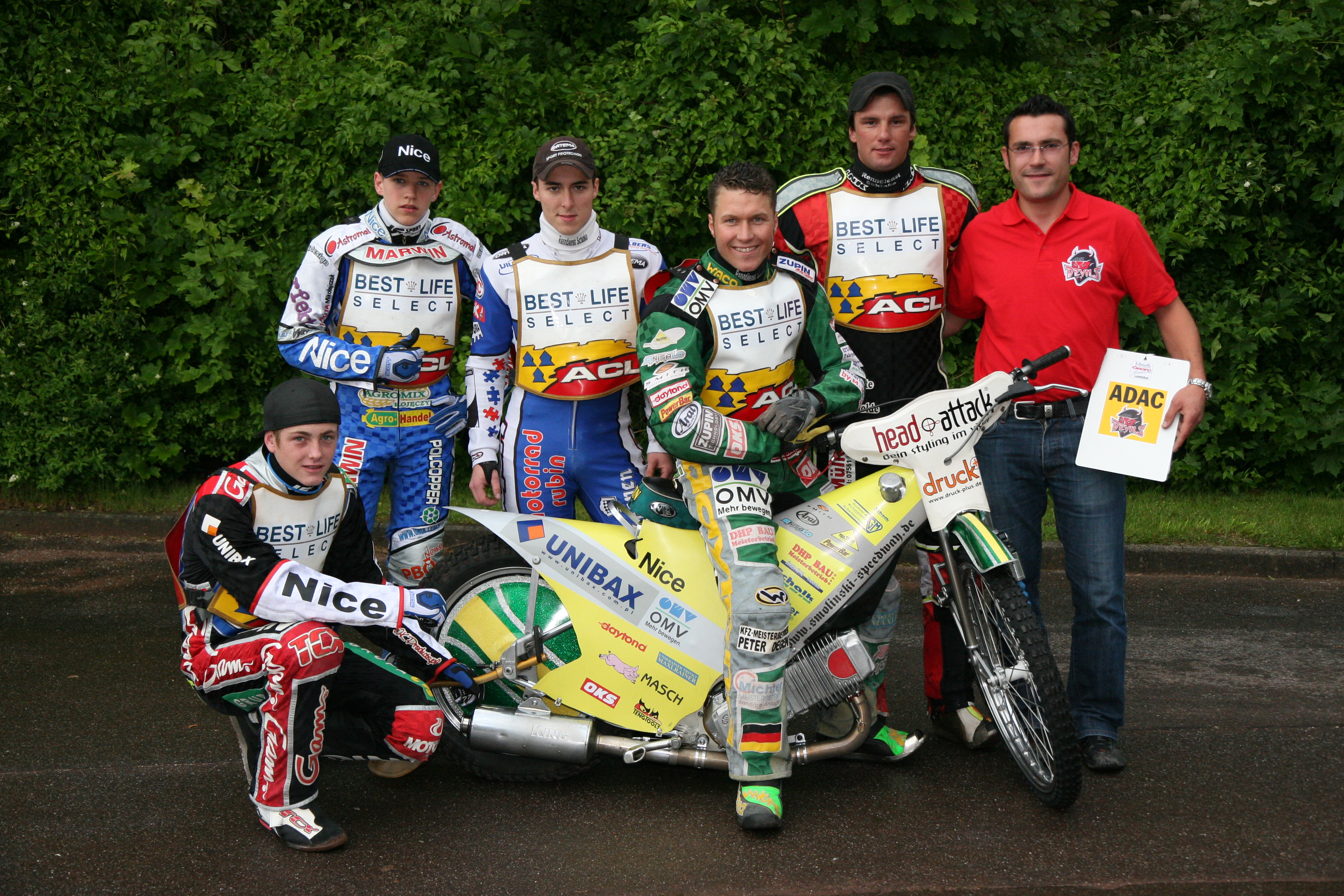
AC Landshut Devils (2009)

AC Landshut – założony w 1922 roku niemiecki klub żużlowy z siedzibą w Landshut. 19-krotny drużynowy mistrz Niemiec w sezonach: 1977, 1978, 1979, 1982, 1984, 1986, 1989, 1991, 1993, 1999, 2000, 2009, 2010, 2011, 2012, 2013, 2016, 2017 i 2018.

## Historia
Automobilklub został założony 22 października 1922 roku przez członków ADAC w Landshut. Pierwsze wewnątrzklubowe zawody organizowane przez nowy klub odbyły się 4 tygodnie później. Choć zostały rozegrane na nowej górskiej drodze przeznaczonej dla ruchu samochodów i motocykli, trudności przysparzało jej częściowe oblodzenie.
W 1928 roku klub po raz pierwszy zorganizował zawody żużlowe, z powodu braku toru w Landshut odbyły się one w położonym nieopodal mieście Moosburg an der Isar. Jednym z zawodników biorących udział był Josef Giggenbach – motocyklowy mistrz Europy w kategorii 1000cc z 1927 roku. W latach 1931 i 1933 na miejskiej wyspie Mitterwöhr organizowane były wyścigi trawiaste, które przyciągnęły kolejno 8000 i 5000 widzów.
Podczas II wojny światowej aktywa klubu zostały zajęte, a klub rozwiązany. Ponowne sformowanie klubu miało miejsce w 1947 roku, a na jego czele stanął hrabia Karl von Spreti.
Pięć lat później, w 1952 otwarty został tor żużlowy na stadionie w dzielnicy Hammerbach, w inaugurujących zaowdach wzięło udział 120 zawodników. Rok później na stadionie odbyły się pierwsze zawody międzynarodowe, które wygrał Austriak Josef Chalupa z Wiednia, natomiast rekord toru, ze średnią prędkością 85,7 km/h pobił zawodnik o nazwisku Guggenberger, pochodzący z Schierling. Zawody obserwowało 12 tys. widzów.
Do najbardziej znanych zawodników startujących w zawodach organizowanych w kolejnych latach należeli Josef Seidl, Josef Hofmeister, Albin Siegl, Peter Kern, Josef Sinzinger, Fred Hamberger, Martin Tatum, Åke Östblom, Villy Mathiasen, Manfred Poschenrieder, Alfred Aberl czy Willihard Thomsson.
Począwszy od lat '70 na stadionie prezentowała się kolejna generacja zawodników, a wśród nich należy wymienić takie nazwiska jak Barry Briggs, Jon Ødegaard, Andy Ross, Graham Miller, Josef Angermüller, Christoph Betzl, Heinrich Sprenger, Helmut Kastl, Alois Wiesböck, Otto Lantenhammer, czy Waldemar Bacik.
Od 1975 roku klub korzysta ze stadionu w dzielnicy Ellermühle. Długość toru sięga 390 m, zaś jego pojemność to 12 tys. widzów. Od 2012 roku obiekt nosi nazwę OneSolar Arena - dachy jego trybun i pomieszczeń klubowych pokryte są panelami fotowoltaicznymi.

## Starty w polskiej lidze

### Tło
Mała liczba drużyn występująca w żużlowej Bundeslidze (5 zespołów w sezonie 2019), odwołanie tychże rozgrywek w sezonie 2020 i brak deklaracji co do ich organizacji w sezonie 2021 spowodowały chęć przystąpienia do polskiej 2. ligi żużlowej, gwarantującej odpowiednią ilość startów dla zespołu. Po pozytywnym przejściu procesu licencyjnego będzie to drugi niemiecki klub startujący w drużynowych mistrzostwach Polski, bowiem przed sezonem 2020 do rozgrywek dołączył także MSC Wölfe Wittstock.
Klub występuje pod nazwą Trans MF Landshut Devils.

### Poszczególne sezony
| Sezon | Rozgrywki ligowe | Rozgrywki ligowe | Rozgrywki ligowe | Uwagi                                              |
| Sezon | Liga             | Liga             | Miejsce          | Uwagi                                              |
| ----- | ---------------- | ---------------- | ---------------- | -------------------------------------------------- |
| 2021  | III              | II liga          | 1/7              |                                                    |
| 2022  | II               | I liga           | 5/8              |                                                    |
| 2023  | II               | I liga           | 5/8              | Klub nie był w stanie spełnić wymogów licencyjnych |
| 2024  | III              | KLŻ              | 6/6              |                                                    |

| Poziom ligowy | Liczba sezonów | Sezony     |
| ------------- | -------------- | ---------- |
| II            | 2              | 2022–2023  |
| III           | 2              | 2021, 2024 |

### Kadra drużyny
Stan na 2 lipca 2025
| Kat.                                                   | Nar.            | Fed.            | Żużlowiec           | DMP (KLŻ) | Uwagi                                |
| ------------------------------------------------------ | --------------- | --------------- | ------------------- | --------- | ------------------------------------ |
| S                                                      | Włochy          | Włochy          | Paco Castagna       | T         |                                      |
| S                                                      | Niemcy          | Niemcy          | Valentin Grobauer   | T         |                                      |
| S                                                      | Szwecja         | Szwecja         | Kim Nilsson         | T         |                                      |
| S                                                      | Niemcy          | Niemcy          | Erik Riss           | T         |                                      |
| S                                                      | Niemcy          | Niemcy          | Kevin Wölbert       | T         |                                      |
| S                                                      | Wielka Brytania | Wielka Brytania | Charles Wright      | T         |                                      |
| U24                                                    | Wielka Brytania | Wielka Brytania | Leon Flint          | T         | Wypożyczony z Włókniarza Częstochowa |
| U24                                                    | Dania           | Dania           | Kevin Juhl Pedersen | T         | Wypożyczony z GKM-u Grudziądz        |
| U21                                                    | Niemcy          | Niemcy          | Marlon Hegener      | T         |                                      |
| U21                                                    | Niemcy          | Niemcy          | Ben Iken            | T         |                                      |
| U19                                                    | Niemcy          | Niemcy          | Mario Häusl         | T         |                                      |
| „” oznacza, że zawodnik został zgłoszony do rozgrywek. |                 |                 |                     |           |                                      |